# St-Martin (Saint-Martin-du-Lac)

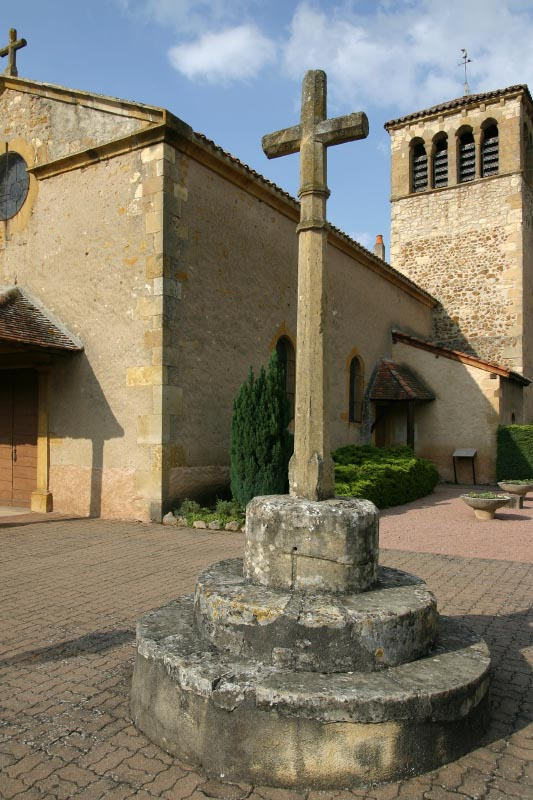
Südseite und Glockenturm der Kirche

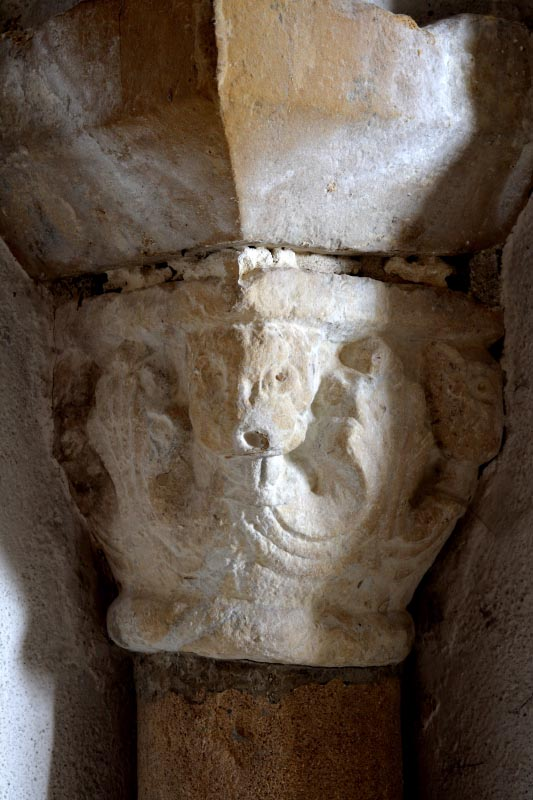
Kapitell im Chor der Kirche

Die Kirche Saint-Martin ist eine romanische Pfarrkirche in der Gemeinde Saint-Martin-du-Lac im Département Saône-et-Loire in der historischen Region Burgund (Frankreich), die um 1100 errichtet wurde.

## Geschichte
Die Kirche von Saint-Martin-du-Lac ist dem heiligen Martin geweiht. Aus der ersten Hälfte des 12. Jahrhunderts sind der Chor, die Apsis und der Turm erhalten geblieben. Das Langhaus wurde im 19. Jahrhundert neu errichtet.

## Architektur
Die Kirche ist einfacher Saalbau mit Tonnengewölbe, an den sich Chor und Apsis anschließen. Die seitlichen Schildbögen des Chorquadrats ruhen auf Säulen mit skulptierten Kapitellen, die Stützen auf Steinsockeln. Gemeinsamkeiten mit dem Mauerwerk und den architektonischen Details der Kirche von Anzy-le-Duc sind zu finden. Die Kirche Saint-Martin-du-Lac liegt ganz in der Nähe von Anzy-le-Duc und wurde im gleichen Zeitraum erbaut.

## Turm
Der seitliche Turm besitzt auf seinem Klanggeschoß eine Reihe verdoppelter Biforien. Blendarkaturen mit einfachen Blockkapitellen schmücken die Öffnungen.